# Democrinus nodipes
Democrinus nodipes is een haarster uit de familie Bourgueticrinidae.
De wetenschappelijke naam van de soort werd in 1907 gepubliceerd door Ludwig Döderlein.